# سيباستيان إرنست
سيباستيان إرنست (بالألمانية: Sebastian Ernst)‏ هو منافس ألعاب قوى ألماني، ولد في 11 أكتوبر 1984 في غلزنكيرشن في ألمانيا.

## وصلات خارجية
- سيباستيان إرنست على موقع الاتحاد الدولي لألعاب القوى (الإنجليزية)
- سيباستيان إرنست على موقع الدوري الماسي (الإنجليزية)
- سيباستيان إرنست على موقع أوليمبيديا (الإنجليزية)